# Guan Li

Le Guan Li (chinois simplifié : 冠礼 ; chinois traditionnel : 冠禮) est une cérémonie de la majorité confucéenne pour les hommes,. Pour les femmes, la cérémonie équivalente est le Ji Li (chinois simplifié : 笄礼 ; chinois traditionnel : 笄禮).

## Présentation
Selon le Livre des rites (également connu sous le nom de Li Ji), ce n'est qu'après les cérémonies de passage à l'âge adulte que les jeunes peuvent se dire adultes et exercer des responsabilités sociales. Le nom Guan Li fait référence à la cérémonie rituelle pour les hommes, tandis que le Ji Li fait référence à celle pour les femmes. Le Guan Li et le Ji Li ont une signification symbolique importante pour les Hans. Ces deux cérémonies sont des rites confucéens essentiels (en), et font partie des "quatre rites" qui comprennent également le mariage, les rites de deuil et les rituels sacrificiels.
Le Guan Li et le Ji Li peuvent être pratiquées par des personnes de toute classe sociale ; cependant, les personnes riches sont plus susceptibles d'organiser la cérémonie que les personnes pauvres. Au cours du XXe siècle, ces cérémonies ont lentement disparu, mais elles ont connu une résurgence récente, en particulier pour ceux qui s'intéressent aux traditions confucéennes et au Hanfu. Depuis 2010, une grande cérémonie du Guan Li a lieu chaque année dans le temple confucéen de Taiyuan, dans le Shanxi.

## Origine
Les cérémonies du Guan Li et du Ji Li sont apparues en Chine dans des temps très anciens, avant la dynastie Qin. Certains textes philosophiques datant de la dynastie Zhou et de la période des Royaumes combattants attestent de leur existence, par exemple les Analectes de Confucius et des textes écrits par Mencius. La cérémonie du Guan Li est également évoquée dans le Livre des Han.

## La cérémonie duGuan Li
Le Guan Li est également connu sous le nom de cérémonie du "couronnement" Guan (冠) étant parfois traduit par couronne ou capuche. 
Ce n'est qu'après cette cérémonie qu'un homme est considéré comme un adulte et peut se voir attribuer des responsabilités et des droits d'adulte ; par exemple, un homme peut devenir l'héritier de sa famille, se marier, hériter d'une entreprise et participer à d'autres aspects de la société.

### Âge
Il faut être âgé de 19/20 ans.

### Lieu et organisation de la cérémonie
La cérémonie a lieu dans le temple ancestral du jeune homme à une date soigneusement choisie, considérée comme auspicieuse, et elle est organisée par un parent supérieur respectable du jeune homme. 
Le jour de la cérémonie, de nombreux invités sont conviés, dont les parents du jeune homme, le maître de cérémonie et un assistant.

### Protocole
La cérémonie se déroule selon les étapes suivantes : 
- Avant la cérémonie, le garçon prend un bain ; il est coiffé et attend dans une pièce.
- Au début de la cérémonie, le père du jeune homme prononce un bref discours.
- Le garçon sort de la pièce et rencontre les invités.
- Son père lui tend une tasse à la place de l'invité sans en recevoir une en retour.
- Le parent le plus âgé, ou le maître de cérémonie, se lave les mains.
- Le parent le plus âgé place trois bonnets sur la tête du jeune homme, et
  - Le maître de cérémonie se lave les mains et place un chapeau futou sur la tête du jeune homme ; celui-ci va ensuite dans une autre pièce pour porter un vêtement de la même couleur que le chapeau. Après cela, il sort et revient vers le maître de cérémonie.
  - Le maître de cérémonie lui donne alors un autre couvre-chef ; le garçon retourne dans la pièce et revient avec un vêtement de couleur foncée, qui est porté par les hommes adultes, assorti à son chapeau..
- Le jeune homme fait un salut à tous les invités et devient officiellement un "homme".
- Le jeune homme obtient un nom de courtoisie

## La cérémonie duJi Li
Le Ji Li est également connu sous le nom de "cérémonie de l'épingle à cheveu"

### Âge
La cérémonie se tient lorsqu'une jeune fille est fiancée ou si elle va se marier. Cependant, elle a généralement lieu lorsqu'une jeune fille atteint l'âge de 15 ans, même si elle n'est pas fiancée ou mariée. Si la jeune fille n'est toujours pas fiancée à l'âge de 20 ans, la cérémonie doit être effectuée à nouveau.

### Protocole
- Une femme mariée, généralement une parente de la jeune fille, peigne les cheveux de la jeune femme,
- Les cheveux de la jeune femme sont rassemblés en un chignon avant d'être fixés à l'aide d'un ji (épingle à cheveux) qui porte généralement des motifs de bon augure.
- On lui donne ensuite un nom d'adulte.
- L'épingle à cheveux est retirée après la cérémonie.

Après la cérémonie du Ji Li, les femmes devaient apprendre à devenir des épouses convenables, notamment à parler et à s'habiller correctement. Elles devaient également apprendre à faire de la couture.